# معدات المخبر

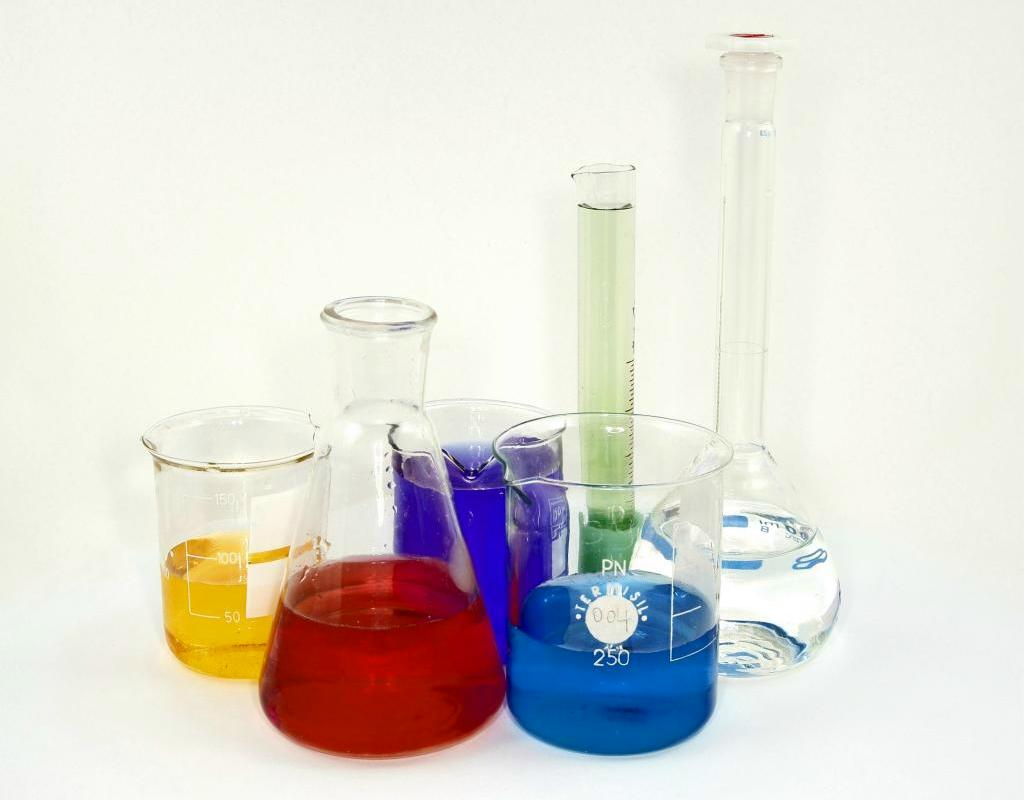

معدات المختبر أو الأدوات المخبرية هي الأدوات والأجهزة المختلفة الّذي يستخدمها العلماء العاملون في المختبر. وتشمل هذه الأدوات موقد بنزن المجهر فضلا عن معدات متخصصة مثل مقياس الضوء الطيفي والمسعر. ثمة نوع آخر مهم من معدات المختبرات هو زجاجيات المختبر.
تستخدم عادة المعدات المخبرية لأداء إما تجربة أو لأخذ القياسات وجمع البيانات. وتسمى عموما أكبر أو أكثر المعدات تطورا بالأداة العلمية.

## أمثلة

### حقيبة كلوديون
حقيبة كلوديون أو كيس كلوديون (بالإنجليزية: Colloidion bag )‏ عبارة عن غشاء يستخدم لتصفية أو تركيز المواد ، وغالباً البروتينات ، وذلك باستخدام الضغط . فإنه يأخذ عادة شكل وعاء صغير على شكل اصبع التوصيل إلى مضخة الضغط الإيجابي . من مميزاته يحتوي الكيس على حجم مسام يسمح للجزيئات صغيرة ، مثل الماء أو الأيونات غير المرتبطة ، لتتدفق مع الاحتفاظ بالجسيمات الأكبر حجماً في الكيس .